# Prémisse
Pour l’article ayant un titre homophone, voir prémices.
Une prémisse est une proposition, une affirmation avancée en support à une conclusion. Le terme de prémisse vient du latin praemissa, sous-entendu sententia, proposition mise en avant, de prae, en avant, et mittere, envoyer. Dans un syllogisme, les deux premières prémisses s'appellent la majeure et la mineure. La prémisse est toujours avancée en support à la conclusion.

## Histoire
Aristote a déclaré que tout argument logique pourrait être réduit à deux prémisses et une conclusion. Par exemple : 

« Socrate est mortel car tous les hommes sont mortels. »

 Le raisonnement pleinement exprimé est le suivant : 

« Parce que tous les hommes sont mortels et que Socrate est un homme, alors Socrate est mortel. »

Dans cet exemple, les clauses indépendantes précédant la virgule (à savoir, « tous les hommes sont mortels » et « Socrate est un homme ») sont les prémisses, alors que « Socrate est mortel » est la conclusion. La preuve d'une conclusion dépend à la fois de la vérité des prémisses et de la validité de l'argument. Théophraste, élève et successeur d'Aristote, rejetait l’usage de la prémisse particulière ; il appelle argument « par adjonction » de : ce dont A est affirmé, B aussi est affirmé ; A est affirmé de C — donc B est affirmé de C.